# Buddy Featherstonhaugh
Rupert Edward Lee "Buddy" Featherstonhaugh, né le 10 octobre 1909 dans le 16e arrondissement de Paris et mort le 12 juillet 1976 à Londres âgé de 66 ans, est un saxophoniste et clarinettiste de jazz, chef d'orchestre, également ancien pilote automobile anglais.

## Biographie
Il effectue ses études dans le Sussex, et il donne son premier concert professionnel avec J. Pat O'Malley en 1927. Il évolue ensuite avec Spike Hughes (en) de 1930 à 1932, effectuant aussi durant cette dernière année des représentations en Angleterre avec la bande de Billy Mason, derrière Louis Armstrong. En 1933, il enregistre avec The cosmopolites, incluant notamment Fletcher Allen, puis il grave des musiques avec Valaida Snow en 1935, et Benny Carter en 1937.

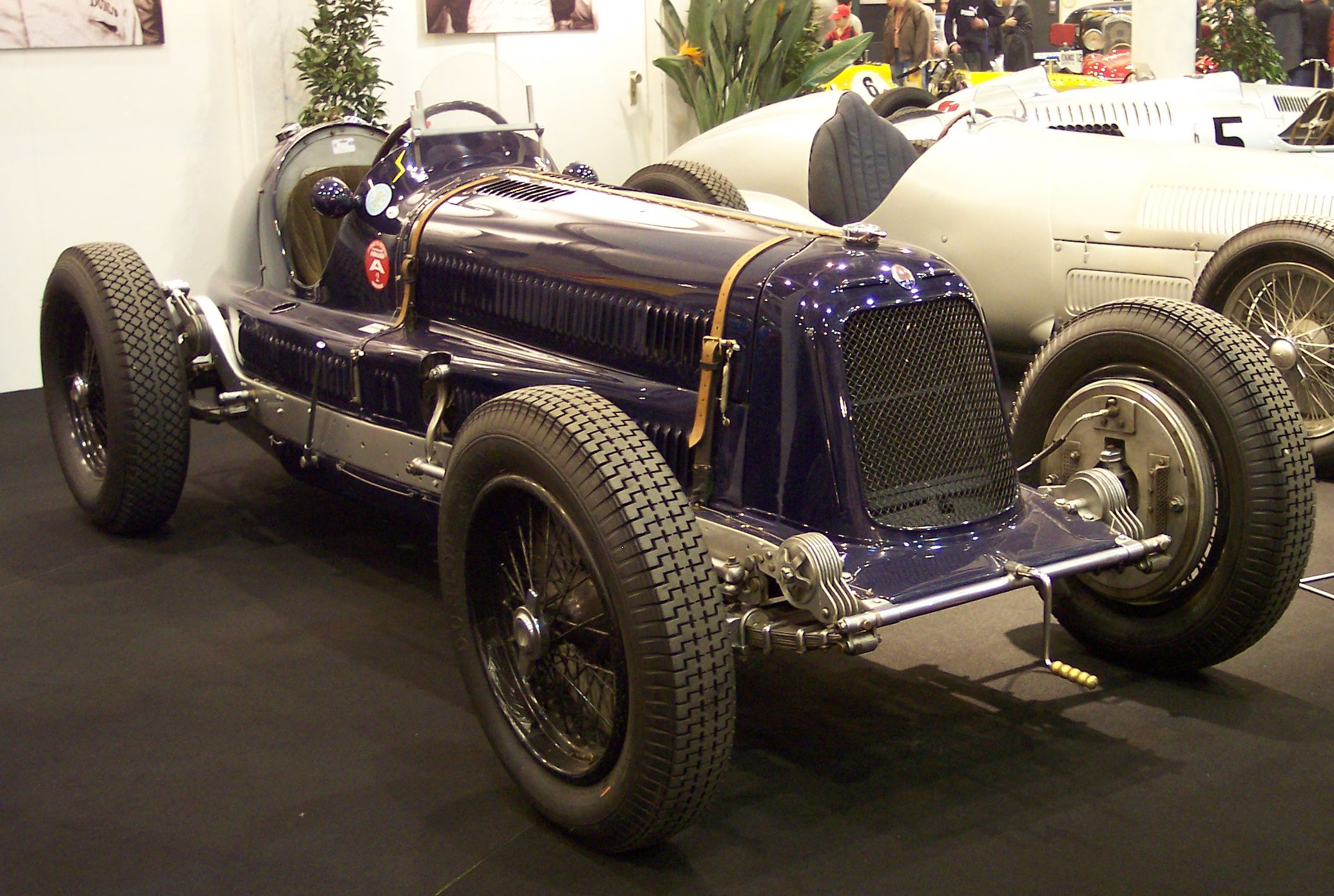
Exemple de Maserati 8C Monoposto.

Il est le dernier pilote à s'illustrer sur une Maserati 26 M/8CM après Whitney Straight, grâce à la voiture de ce dernier qui lui permet de remporter le deuxième Grand Prix automobile d'Albi, disputé le 22 juillet 1934 sur le circuit des Planques. La même année il doit abandonner dans la Marne et au Comminges, après avoir fait ses débuts lors du Mannin Moar de l'île de Man. Featherstonhaugh conduit ensuite en 1935 une 8CM engagée par Hans Rüesch puis par H. Rose, avant de finir l'année sur sa propre Maserati Tipo 26 M, terminant durant celle-ci 5e du Mountain Championship et 11e du Grand Prix de Dieppe. En 1936, il évolue sur voiturettes (ERA, avec laquelle il termine 6e du Grand Prix de l'île de Man associé à "Jock" Manby-Colegrave, puis Maserati 26M), et enfin en 1938 il effectue une dernière course avec une Alfa Romeo Tipo B/P3 de seconde main.
Pendant la Seconde Guerre mondiale, il dirige un orchestre de la Royal Air Force qui comporte Vic Lewis (en), Don McAffer et Jack Parnell, et qui enregistre entre 1943 et 1945 en tant que BBC Radio Rhythm Club Sextet.
Après le conflit, Featherstonhaugh visite l'Islande en 1946, puis il laisse le jazz de côté pour devenir... concessionnaire automobile.
En 1956 il revient sur scène, pour jouer dans un quintette de Bebop avec Leon Calvert, Roy Sidewell, Kenny Wheeler et Bobby Wellins, et en 1957 il prend sa retraite après une dernière tournée au Moyen-Orient au sein de celui-ci.